# Кастелланета (коммуна)
Кастелланета (итал. Castellaneta, тарант. Castellaneta, местн. Castëlàneët) — коммуна в Италии, в регионе Апулия, подчиняется административному центру Таранто.
Население составляет 17 254 человека (2008 г.), плотность населения — 72 чел./км². Занимает площадь 240 км². Почтовый индекс — 74011. Телефонный код — 099.
Покровителем коммуны почитается Николай Чудотворец, празднование 6 декабря.

## История
В сентябре 1943 года коммуна была освобождена силами нескольких батальонов британского Парашютного полка.
В Кастелланете родился Рудольф Валентино — звезда немого кино.

## Демография
Динамика населения:

## Администрация коммуны
- Официальный сайт: https://web.archive.org/web/20061006074837/http://www.comune.castellaneta.ta.it/